# Вольтер (станция метро)
Вольтер (фр. Voltaire) — станция линии 9 Парижского метрополитена, расположенная в XI округе Парижа. Названа по одноимённому бульвару (названному в честь Франсуа-Мари Аруэ (Вольтера), под которым располагается). Рядом со станцией находится администрация XI округа Парижа.

## История
- Станция открыта 10 декабря 1933 года в составе пускового участка Ришельё — Друо — Порт де Монтрёй линии 9. В 2007 году на станции была проведена реновация в стиле "Андре-Мотте", аналогичная той, что была произведена на станциях Пон-Нёф и Ледрю-Роллен.
- Пассажиропоток по станции по входу в 2011 году, по данным RATP, составил 5 273 953 человек[2]. В 2013 году этот показатель вырос до 5 341 865 пассажиров (74 место по уровню входного пассажиропотока в Парижском метро)[3]

## Галерея

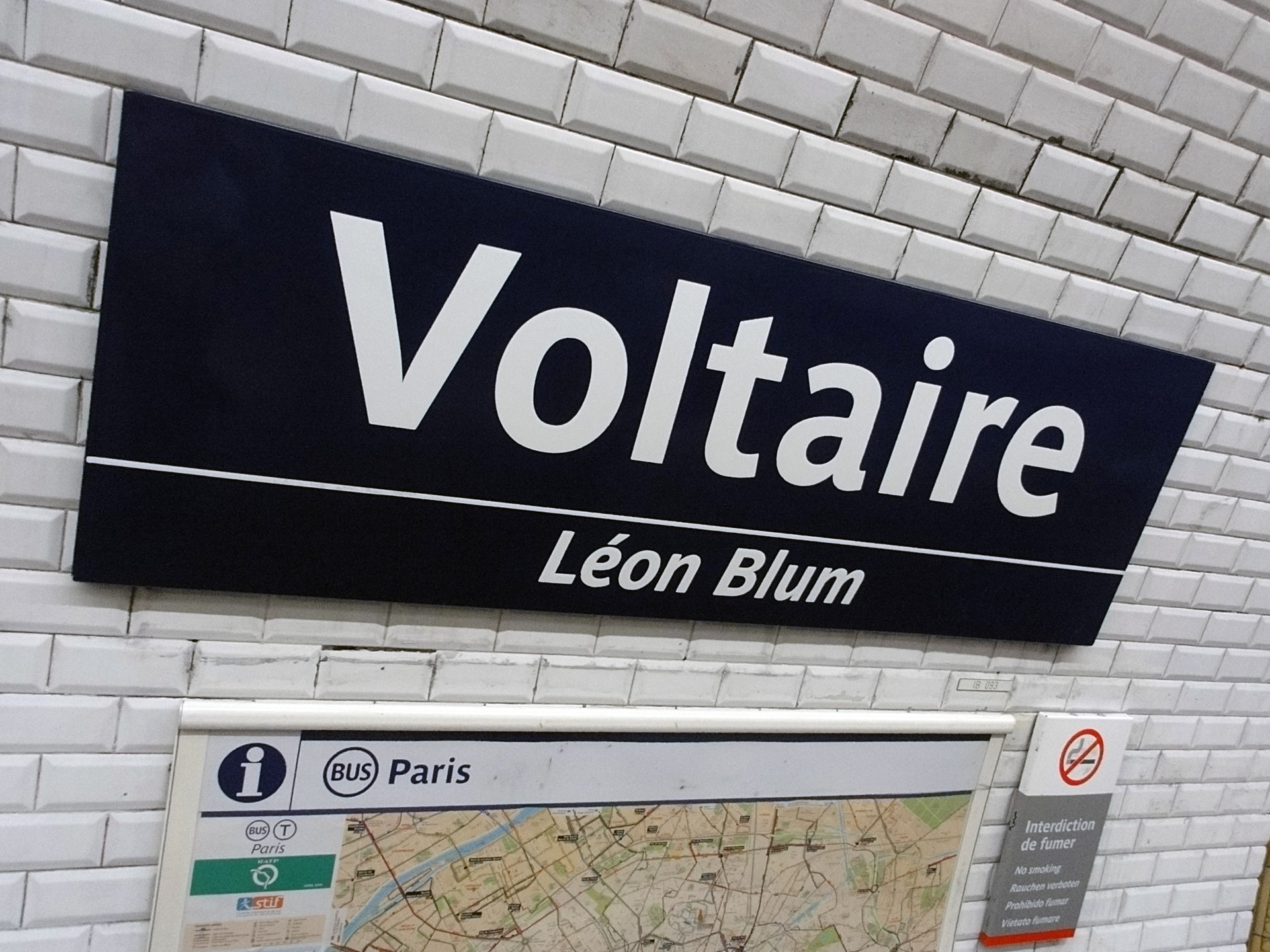
Вывеска с названием станции после реновации